# 老營盤戰鬥
老營盤戰鬥發生於1931年9月7日至9月9日，地點則是在中國江西興國。是第一次國共內戰中央苏区第三次反围剿战争主要戰鬥之一，交戰一方為中華民國國民革命軍第9師蔣鼎文部及第60師蔡廷鍇部，另一方則為中國共產黨所轄之中國工農紅軍紅三軍、紅四軍。
老营盘是兴国县的一处隘口，是兴国县与泰和县之间的必经之路。此地山势险恶，坡陡壁峭:137—140。1931年9月7日，红军计划在兴国县高兴圩围歼蒋鼎文第九师（辖2个旅6个团近万）。红军并不知蒋鼎文已于9月6日将高兴圩移防给了蔡廷锴第十九路军，经老营盘打算撤往泰和县，但行军到达老营盘村，天降大雨，山洪冲走了山溪间的小桥，留滞在了老营盘村、黄土坳一带宿营。
9月7日凌晨，黄公略的红三军（3000余人）至老营盘附近时，意外地发现敌蒋鼎文第9师正在老营盘村的峡谷里集合，准备出发开往泰和县。黄公略率领红三军，在萧克的独立第五师配合下，以寡击众，迅速向老营盘附近的敌军发起进攻。第九师独立旅3000多人被消灭，其中一个新兵团被集体俘虏。当日午后13时，红三军打扫战场后迅速撤离了老营盘。
红军俘虏3000多人，毙伤4000多人，缴械3000余件。红军伤443人，阵亡135人，失去联络133人。
1934年8月，红军在老营盘阻击国军失败:137—140。